# Kristján Eldjárn
Kristján Eldjárn, född 6 december 1916 i Tjörn i Svarfaðardal i Norðurland eystra, död 14 september 1982 i Cleveland, USA, var Islands tredje president. Hans ämbetsperiod varade från 1968 till 1980.
Föräldrarna till Kristján var Þórarinn Kr. Eldjárn som var bonde och lärare i Tjörn och hans fru Sigrún Sigurhjartardóttir. Han tog examen i arkeologi vid Köpenhamns universitet och undervisade senare vid Háskóli Íslands (Islands universitet). Han var även ledare av Islands nationalmuseum.
Vid presidentvalet år 1968 kandiderade han mot ambassadören Gunnar Thoroddsen. Från början trodde man att Thoroddsen skulle vinna eftersom han hade 70 % av rösterna, men Eldjárn vann valet till slut med 65,6 % av rösterna. Vid detta val låg valdeltagandet på hela 92,2 %. Han blev omvald utan motkandidat år 1972 och 1976.
År 1974 utnämndes han till hedersdoktor vid Syddansk Universitet och 1975 vid universitetet i Bergen.
Kristján Eldjárn var far till författaren Þórarinn Eldjárn.